# بال‌کهر کم‌رنگ
بال‌کهر کم‌رنگ (نام علمی: Agelaioides fringillarius) نام یک گونه از سرده بال‌کهر است.